# كاميرون مكغوان كوري
كاميرون مكغوان كوري (بالإنجليزية: Cameron McGowan Currie)‏ هي قاضية ومحامية أمريكية، ولدت في 3 أكتوبر 1948 في فلورنس في الولايات المتحدة.